# Rukavac (żupania splicko-dalmatyńska)
Rukavac – wieś w Chorwacji, w żupanii splicko-dalmatyńskiej, w mieście Vis. W 2011 roku liczyła 66 mieszkańców.